# Kepler-432
Désignations
Kepler-432 (KOI-1299) est une étoile de la constellation du Cygne, située à une distance de 869 ± 21 pc (∼2 830 al) du Soleil. Il s'agit d'une géante rouge, âgée de 3,6 +0,6
-1,0 milliards d'années. De magnitude apparente 13,0 en lumière visible, elle n'est pas observable à l'œil nu dans le ciel nocturne.
D'après Samuel N. Quinn et al., Kepler-432 (A) serait la composante principale d'une étoile binaire dont l'autre composante, Kepler-432 B (KOI-1299 B), serait une naine rouge. D'autre part, Kepler-432 (Aa) serait l'objet primaire d'un système planétaire comprenant deux planètes géantes circumprimaires : la planète intérieure, Kepler-432 (A)b (KOI-1299 b), et la planète extérieure, Kepler-432 (A)c (KOI-1299 b). Au 16 février 2015, seule Kepler-432 (A)b est confirmée.

## Kepler-432 A
Kepler-432 A est une étoile géante, (classe de luminosité III) orange (type spectral K), plus précisément une étoile post-séquence principale en phase d'ascension de la branche des géantes rouges, (RGB) du diagramme de Hertzsprung-Russell.
Sa masse est de 1,353 ± 0,101 masse solaire pour une rayon de 4,160 ± 0,120 rayons solaires, soit une masse volumique de 0,026 50 ± 0,000 49 gramme par centimètre cube.
Lorsqu'elle aura atteint le sommet de la branche des géantes rouges (TRGB), son rayon serait d'environ huit fois celui du Soleil.

### Système planétaire

#### Kepler-432 b
Kepler-432 b est un super-Jupiter tempéré.
Les transits de Kepler-432 b ont été détectés grâce au télescope spatial Kepler. Leur détection a été annoncée en 2011 par William J. Borucki et al. ainsi qu'Eric B. Ford et al.. L'existence et la nature planétaire de Kepler-432 b ont été confirmées par Simona Ciceri et al. ainsi que Mauricio Ortiz et al..
Sa masse est d'environ cinq fois celle de Jupiter (4,87 ± 0,48 MJ) pour un rayon comparable à celui de la planète géante gazeuse (1,120 ± 0,036 RJ). Elle tourne autour de Kepler-432 A en environ 52,5 jours terrestres (52,500 97 ± 0,000 21 j) sur une orbite elliptique à l'excentricité élevée (0,535 ± 0,030). En supposant notamment un albédo de Bond de 0,27, la température d'équilibre de Kepler-432 b serait de 943 ± 20 kelvins.

#### Kepler-432 c
L'existence de Kepler-432 c a été suggérée par Samuel N. Quinn et al. à partir de la variation à long terme de la vitesse radiale de Kepler-432 b.
D'après eux, la masse minimale de Kepler-432 c serait de 2,43+0,22
-0,24 masses joviennes ; et sa période de révolution, de 406,2+3,9
-3,5 jours terrestres. Son orbite serait extérieure à celle Kepler-432 b et, contrairement à celle-ci, elle ne transiterait pas devant son étoile.

## Kepler-432 B
Kepler-432 B serait une étoile liée par la gravitation à Kepler-432 A et avec laquelle elle composerait une étoile binaire.
La binarité de Kepler-432 a été suggérée par Samuel N. Quinn et al.. Selon eux, Kepler-432 B serait une étoile naine rouge de faible masse séparée de Kepler-432 A de 0,87 seconde d'arc, soit 750 unités astronomiques. Simona Ciceri et al. ont identifié une étoile située à 1,1 seconde d'arc de Kepler-432 A.